# Idoia Ibáñez Ozores
Idoia Ibáñez Ozores (Baracaldo, siglo XX) fue la primera capitana con mando de buques, en 1994.

## Biografía
Nació en la Casa de maternidad de Begoña (Bilbao). Su madre trabajaba en el bar Sola de San Ignacio y su padre, en Bilbaína de Montajes. Cambiaban mucho de residencia y conoció a muchos marinos, el mejor amigo de su padre era capitán.Estudió en el colegio Montecabras, ahora Mukusuluba. Entró en la Escuela Náutica de Portugalete en 1980,donde había solo tres alumnas de un alumnado que ascendía a ciento veinticinco.Se licenció en 1986.En 1993, obtuvo el título de Capitán de Marina Mercante.
Navegó como oficial y mandó en buques de la Compañía Logística de Hidrocarburos (CLH, ex Campsa) entre 1985 y el año 2000. En 1992 tuvo el mando del Campero, una gabarra de 2500 toneladas de peso muerto que suministraba bunker en Barcelona.
Fue la primera capitán con mando, la primera en mandar un gran buque, el petrolero Campomalón. Era el año 1994, salieron de la bahía de Algeciras destino Italia y el capitán la dijo que se quedara al cargo. Fue su bautizo en ese océano de máxima responsabilidad.Eran un petrolero, de 210 metros de eslora, con cuarenta y cinco mil toneladas. Tras 17 años surcando las aguas, tuvo varios trabajos en tierra, incluido el de capitana de gabarra en Barcelona.Después trabajó en Repsol como inspectora de vetting,comprobando que sus barcos cumplían normas de seguridad y medio ambiente, hasta su jubilación.
Pertenece a la junta de la Asociación Vizcaína de Capitanes de la MM.Comisarió la exposición del vapor Elanchove.